# Мезон-ле-Шаурс
Мезо́н-ле-Шау́рс (фр. Maisons-lès-Chaource) — коммуна во Франции, находится в регионе Шампань — Арденны. Департамент — Об. Входит в состав кантона Шаурс. Округ коммуны — Труа.
Код INSEE коммуны — 10218.
Коммуна расположена приблизительно в 165 км к юго-востоку от Парижа, в 110 км южнее Шалон-ан-Шампани, в 33 км к югу от Труа.

## Население
Население коммуны на 2008 год составляло 185 человек.
| 1962 | 1968 | 1975 | 1982 | 1990 | 1999 | 2008 |
| ---- | ---- | ---- | ---- | ---- | ---- | ---- |
| 177  | 173  | 167  | 164  | 171  | 188  | 185  |

## Климат
Климат умеренно тёплый с равномерным увлажнением.
| Показатель                                               | Янв. | Фев. | Март | Апр. | Май  | Июнь | Июль | Авг. | Сен. | Окт. | Нояб. | Дек. | Год   |
| -------------------------------------------------------- | ---- | ---- | ---- | ---- | ---- | ---- | ---- | ---- | ---- | ---- | ----- | ---- | ----- |
| Средний суточный максимум, °C                            | 6    | 7    | 12   | 15   | 19   | 22   | 25   | 25   | 21   | 16   | 10    | 7    | 15,4  |
| Средняя температура, °C                                  | 3    | 3,5  | 7    | 9,5  | 13,5 | 16,5 | 19   | 18,5 | 15,5 | 11,5 | 6,5   | 4,5  | 10,7  |
| Средний суточный минимум, °C                             | 0    | 0    | 2    | 4    | 8    | 11   | 13   | 12   | 10   | 7    | 3     | 2    | 6     |
| Норма осадков, мм                                        | 34,2 | 30,1 | 28,7 | 35   | 36,4 | 34,7 | 36,7 | 31,1 | 34,4 | 41,9 | 37,2  | 38,4 | 418,8 |
| Источник: Données mensuelles de janvier 2006 pour Troyes |      |      |      |      |      |      |      |      |      |      |       |      |       |

## Экономика
В 2007 году среди 110 человек в трудоспособном возрасте (15—64 лет) 81 были экономически активными, 29 — неактивными (показатель активности — 73,6 %, в 1999 году было 72,9 %). Из 81 активных работали 79 человек (45 мужчин и 34 женщины), безработных было 2 (2 мужчины и 0 женщин). Среди 29 неактивных 13 человек были учениками или студентами, 6 — пенсионерами, 10 были неактивными по другим причинам.